# Passo del Re
Il passo del Re, alto 1.997 metri, divide la val Seriana, dalla propria laterale Valcanale, fungendo anche da confine amministrativo tra i comuni di Ardesio e Parre.

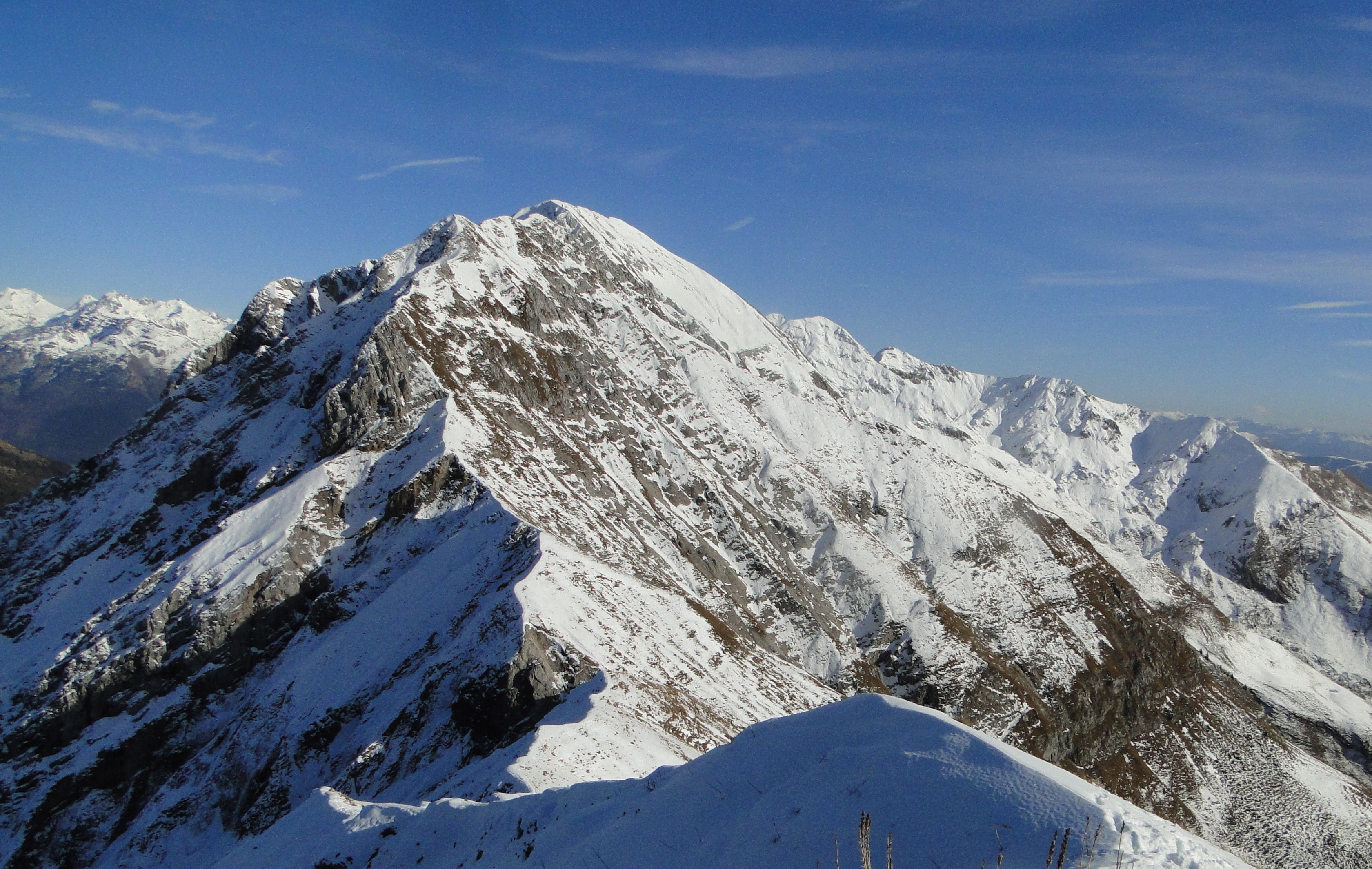
Il passo del Re visto dalla cima di Leten, con la cima del Fop sullo sfondo.

Dalla val Seriana vi si può accedere mediante differenti itinerari che prendono vita dal fondovalle: si può optare per il segnavia del C.A.I. numero 240, con partenza da Parre in località Ss. Trinità, il 241, che prende vita al medesimo paese ma si inerpica sulle pendici dei monti Alino e Vaccaro, il 242 ed il 245, che si diramano rispettivamente da Ponte Nossa e Premolo e percorrono i due versanti della valle Dossana. Tutti questi confluiscono presso la baita Santamaria in Leten, da cui nasce la traccia 243 che, dopo aver guadagnato 200 metri di dislivello, raggiunge il passo.
Alternativamente si può salire in circa 2,30-3 ore (difficoltà Escursionisti Esperti) da Valcanale, frazione di Ardesio situata nella medesima vallata, seguendo la traccia 243.
Dal passo del Re si possono raggiungere le numerose vette del crinale che va dal monte Vaccaro (1.958 m s.l.m.), al pizzo Arera (2.512 m s.l.m.), comprendente monte Secco (2.267 m), Cima del Fop (2.322 m), Cima di Leten (2.095 m) e Cima di Valmora (2.198 m).